# レヴィー・クルピ
レヴィー・クルピ（Lévir Culpi, 1953年2月28日 - ）は、ブラジル・パラナ州クリチバ出身の元プロサッカー選手。サッカー指導者。現役時代のポジションはディフェンダー（センターバック）。元U-20ブラジル代表キャプテン。レヴィル・クルピとも表記される。義兄（妻の兄）のマテルもサッカー指導者。
ミナスジェライス州選手権歴代最多優勝監督(5回：1995,1996,1998,2007,2015)。
"どの選手がどこに動いても良い、誰かが空いたポジションを埋めれば良い"という独自の考えを基に、個人のコンビネーション頼りの戦法をベースに2シャドーや3シャドーを採用し、2列目を得意とする香川真司、乾貴士、清武弘嗣、家長昭博、キム・ボギョン、倉田秋、南野拓実ら攻撃陣を飛躍させた。また、山口蛍、扇原貴宏、西尾隆矢も自身の元で出場機会を増やした。

## 経歴

### 選手時代
14歳のときに地元のコリチーバFCの入団テストに合格してアカデミーに入る。ここで指導者の勧めによりボランチからセンターバックにポジションを移す。1971年、18歳のときに大学の体育学部に入学。アントニーニョが監督を務めるU-20ブラジル代表に招集されると、クルピはキャプテンを任され、1972年にフランスのカンヌで行われた国際トーナメントに優勝した。
1972年、コリチーバとプロ契約を結ぶ。その後、出場機会を求めて期限付き移籍でボタフォゴFRに在籍した。1974年、サンタクルスFCに移籍し、初めてレギュラーポジションを確保する。クラブは1975年のブラジル全国選手権では4位に入った。23歳のときにキャプテンに就任した。
故郷のクリチバに戻り、コロラドEC（パラナ・クルーベの前身）と契約。1979年中頃、メキシコのCFアトランテに移籍。1982年からフィゲイレンセFCに在籍し、1984年のシーズン中に監督が解任された際にはキャプテンだったクルピが一時的に監督を務めた。1985年、ECジュベントゥージに移籍し、一時はプレーイングマネージャーを務めた。

### 指導者時代
ジュベントゥージの監督として1986年のカンピオナート・ド・インテリオール・ガウショ（リオ・グランデ・ド・スル州内陸部選手権）に優勝し、監督として初のタイトルを獲得する。その次に監督を務めたアトレチコ・パラナエンセでは、義兄のルイス・ロベルト・マテルがフィジカルコーチとしてスタッフに加わった。マテルはその後もクルピのスタッフとして多くのクラブで仕事をしている。1988年、インテルナシオナル・ジ・リメイラの監督としてカンピオナート・ブラジレイロ・セリエB（全国選手権2部）に優勝した。
1992年、クリシューマECの監督に就任する。クラブとクルピ双方にとって初の経験となったコパ・リベルタドーレスでは、グループステージを首位で突破し、ラウンド16でスポルティング・クリスタルを下し、最終的にこの年のチャンピオンとなるサンパウロFCに準々決勝で敗れた。同年の後半はサウジアラビアサッカー連盟からオファーを受け同国のU-20代表チームと国内1部リーグのアル・イテファクで監督を務めたが、短期間で契約を解除してブラジルに戻った。
1996年、クルゼイロECの監督に就任し、カンピオナート・ミネイロ（ミナス・ジェライス州選手権）とコパ・ド・ブラジルに優勝、翌年のコパ・リベルタドーレス出場権を獲得した。全国選手権では、リーグ戦形式の第1ステージを首位で突破したが、ノックアウト形式の最終ステージでは初戦で敗退した。スーペルコパ・スダメリカーナではベレス・サルスフィエルドに決勝戦で敗れ準優勝だった。
1997年にはセレッソ大阪の監督としてJリーグでも指揮を執り、セレッソ攻撃サッカーの基盤を築いた。
1998年、クルゼイロの監督に復帰。同年の州選手権で再び優勝した。全国選手権では決勝に進んだが、コリンチャンスに敗れて準優勝に終わる。同年のコパ・ド・ブラジルと国際大会のコパ・メルコスールでも決勝に進んだが、いずれもパルメイラスに敗れて準優勝だった。
1999年5月、コパ・セントロ＝オエステに優勝。1999年8月に開催されたレコパ・スダメリカーナ1998ではアルゼンチンのリーベル・プレートと対戦し、2試合ともに勝利して初優勝した。11月、全国選手権の試合でライバルのアトレチコ・ミネイロに敗れた直後に解任された。
2000年、サンパウロの監督に就任。カンピオナート・パウリスタ（サンパウロ州選手権）に優勝、コパ・ド・ブラジルに準優勝したが、コパ・ジョアン・アヴェランジェ（例年の全国選手権に相当）では12位にとどまった。
2001年にはFIFAワールドカップ予選で苦戦を強いられていたブラジル代表監督に、解任されたルシェンブルゴの後任として名前が挙がり、本人も意欲を見せていた。しかし「2002年を見据えてベテランのロマーリオは招集しない」の発言が物議を醸し、ロマーリオとの関係も悪化。結局ブラジルサッカー協会はロマーリオを優先し、クルピはほぼ決まりかけていた代表監督の座を逃した。その後監督にはエメルソン・レオンが就任している。
2001年、スポルチ・レシフェの監督に就任。コパ・ド・ノルデスチに準優勝したが、5月28日、州選手権でセントラルに敗れると解任された。2002年9月、SEパルメイラスの監督に就任したが、全国選手権で24位に沈みクラブの歴史上初めて2部に降格した。
2003年、ボタフォゴFRの監督として全国選手権2部に準優勝し、1部に昇格させる。2004年4月にボタフォゴの監督を辞任、間もなくアトレチコ・パラナエンセの監督に就任。同年の全国選手権では2位となった。
2005年はクルゼイロの監督を務めていたが、7月にシーズン途中で解任された。2006年にアトレチコ・ミネイロの監督に就任すると、2部で低迷していたチームを建て直し、逆転昇格へと導いた。
2007年5月、都並敏史の解任を受け、10年ぶりにC大阪の監督に復帰。それまで守備的MFの控え選手だった当時18歳の香川真司を就任後すぐに攻撃的MFとしてレギュラーに抜擢。香川はひと月も経たずしてチームの中心選手となる。短期間で低迷していたチームの建て直しに成功し、一時期絶望視されていたJ1への昇格争いにも加わった。昇格はならなかったものの、香川、小松塁、森島康仁ら若手の成長を促し、レギュラーに定着させるなどその手腕を発揮した。
これらの功績から2008年も引き続きC大阪を指揮。前年の好成績からサンフレッチェ広島と並ぶ昇格候補筆頭としてシーズンを迎えたが、好調な攻撃陣の一方で守備が機能せず、怪我人が続出した事もあり連勝と連敗を繰り返す不安定な戦いに終始。結局4位に終わって昇格を逃した。守備戦術を構築できなかったことに対する批判もあったものの、継続性を重視したC大阪のフロントの判断により2009年も続投が決定。
2009年は守備に配慮した3-4-2-1システムを採用。攻撃ではカイオ、香川真司、乾貴士という3人のアタッカーによる独特のコンビネーションプレイをベースに得点を量産。攻撃的ながらも現実に即したサッカーを展開し、J1復帰を果たした。
4年ぶりのJ1復帰となった2010年も引き続き指揮。新加入選手の大量起用により序盤戦は低迷するも、4-2-3-1システムへの変更を機にチームは一気に好転。2列目の3シャドーにはドリブルを得意とする日本人選手を配置。彼らがポジションを自由に変えながら攻撃する形は、当時のJリーグでは珍しいスタイルのサッカーだった。J1復帰1年目での優勝こそ逃したものの、終盤を4連勝で締めくくり、クラブ史上J1最高順位の3位に入り、クラブ初のAFCチャンピオンズリーグ (ACL) 出場を決めた。
AFCチャンピオンズリーグ2011ではグループリーグを2位で突破、ラウンド16でガンバ大阪との大阪ダービーを1-0で制し、ベスト8に進んだ。家庭の事情などから2011年限りで退任。
2012年8月26日、成績不振によりセルジオ・ソアレスが契約解除となると、三度目となるC大阪への復帰が発表された。同年12月までの短期契約であったが、降格の危機にあったチームを上向きにさせると、チーム側もクルピに続投を要請し、11月15日、1年間の契約更新が発表された。
2013年シーズンは柿谷曜一朗、山口螢らの台頭、活躍により優勝争いにも食い込んだものの、クラブの方針から、11月25日、シーズン終了後の監督退任（契約満了）が正式に発表された。
2014年4月、解任されたパウロ・アウトゥオリの後任としてアトレチコ・ミネイロの監督に就任した。チームの中心選手だったロナウジーニョを追放したことによって一時は大きな批判を浴びもしたが、2014年にはレコパ・スダメリカーナとコパ・ド・ブラジルでクラブを初優勝に導き、2015年には州選手権に優勝した。ミナス・ジェライス州選手権の優勝はこれが自身にとって5度目であり、歴代最多優勝監督となった。2015年の州選手権開幕戦でアトレチコ・ミネイロを率いた試合数が228となり、テレ・サンターナ、プロコピオ・カルドーゾに次ぎクラブ歴代3位となった。
2016年3月、フルミネンセFCの監督に就任。4月にプリメイラ・リーガの第1回大会に優勝。11月に解任された。
2017年6月、ドリヴァウ・ジュニオルの後任としてサントスFCの監督に就任。全国選手権第31節でサンパウロとのダービーに敗れると、10月28日に解任が発表された。
2018シーズン、ガンバ大阪の監督に就任。リーグ戦17試合を終えて16位と成績が振るわず、7月23日に解任が発表された。
2018年10月、自身5度目となるアトレチコ・ミネイロの監督に就任。
2019年4月、クラブ初のコパ・リベルタドーレスグループリーグ敗退したことや、お気に入りの選手ばかりを起用するなど選手との関係が悪化していることを受け、4月10日に解任が発表された。
2020年12月、優勝争いをしたC大阪の監督に来シーズンから就任すると発表された。
2021年、ディフェンダー勢に怪我があり、開幕戦で西尾隆矢をセンターバックの先発に抜擢。FCティアモ枚方と練習試合で対戦した際にアマチュア選手の新井晴樹のプレーに目が留まり獲得。開幕戦こそロティーナ前監督の選手の立ち位置重視のサッカーと、自身の個人の組み合わせ頼りのサッカーがうまく機能していたが、ばらつきが出始め、リードしていても追いつかれるなど勝ち点を重ねられず、チームは大方の予想通り、残留争いに巻き込まれてしまった。1-5で大敗した翌日の8月26日、成績不振で解任が発表された。
9月3日、関西空港からブラジルへの航空機搭乗の際にマスコミからの質問に対して、監督業から退くことを表明。また、セレッソ通算4度目の就任にあたり、すでに監督業から引退していたが、セレッソからのオファーだった為受け入れた事も明かした。

## 監督成績
| 年度 | 所属   | クラブ | リーグ戦  | リーグ戦  | リーグ戦 | リーグ戦 | リーグ戦 | リーグ戦 | リーグ戦 | カップ戦  | カップ戦  |                 |
| 年度 | 所属   | クラブ | 順位      | 順位      | 勝点     | 試合     | 勝       | 分       | 敗       | リーグ杯  | 天皇杯    |                 |
| ---- | ------ | ------ | --------- | --------- | -------- | -------- | -------- | -------- | -------- | --------- | --------- | --------------- |
| 1997 | J・1st | C大阪  | 11位      | 11位      | 19       | 16       | 7        | -        | 9        | 4回戦敗退 |           |                 |
| 1997 | J・2st | C大阪  | 11位      | 11位      |          | 16       | 9        | -        | 7        | 4回戦敗退 |           |                 |
| 2008 | J・2st | C大阪  | 4位 (15)  | 4位 (15)  | 69       | 45       | 21       | 15       | 6        | 4回戦敗退 |           |                 |
| 2009 | J・2st | C大阪  | 2位 (18)  | 2位 (18)  | 104      | 51       | 31       | 9        | 11       | 2回戦敗退 |           |                 |
| 2010 | J1     | C大阪  | 3位 (18)  | 3位 (18)  | 61       | 34       | 17       | 7        | 10       | 予選敗退  | 4回戦敗退 |                 |
| 2011 | J1     | C大阪  | 12位 (18) | 12位 (18) | 43       | 34       | 11       | 10       | 13       | ベスト8   | ベスト4   | ACL2011 ベスト8 |
| 2021 | J1     | C大阪  | 12位      | 12位      | 30       | 25       | 7        | 9        | 9        | -         | -         |                 |

## エピソード
- 香川真司、乾貴士、清武弘嗣、南野拓実など、多くの選手を日本代表に輩出し、ヨーロッパで活躍する選手を育て上げるなど、選手を育成する能力を存分に発揮している。一方、才能はありながら練習への遅刻を繰り返した柿谷曜一朗のように規律違反を繰り返す選手をチームから放出[43]したほか、交代を命じられた不満から規律を乱した乾を一時期ベンチからも外す[44]など、厳しい指導を行うことでも知られている。
- 2007年のセレッソ大阪復帰以降、セレッソの通訳を務めていた「ガンジー」こと白沢敬典の公私にわたるサポートにより信頼関係を深め[45]、セレッソを退任後ガンバ大阪で監督を務める際にも白沢を通訳としてオファーしている。
- 2009年からブラジルで日本料理レストラン「AZUKI」をオープン。J1復帰を逃した前年ホーム最終戦の挨拶で店のオープンと、サポーターが来店したら無料にする旨を発表してサポーターなどから顰蹙を買ったが、チームでは翌夏にホームゲームの夏休み動員キャンペーンとして、ブラジル往復航空券と「AZUKI」ディナー券のプレゼント企画を実施した 。
- オズワルド・オリヴェイラの手腕を高く評価しており、2010 FIFAワールドカップ終了後の次期日本代表監督に推薦していた[46]。
- 退任で帰国の途につく2013年12月11日、関西空港で名残を惜しむサポーターに囲まれ、「今度来日するときは、ガンバ大阪の監督だ」とジョークを飛ばしサポーターに感謝した[47] が、4年後の2017年12月、実際にガンバの監督に就任することが発表されたため、ジョークが現実になった。ブラジルでは、ダービーチームのアトレチコ・ミネイロで5回、クルゼイロで3回、監督を務めており、ブラジルでは珍しくない事であったが、「日本でも問題はないと思ったのだが、それは間違っていた」「日本人は感情をあまり表に出さないが、それと本心は別なんだ。セレッソ、ガンバの両方のファンが、私のガンバ監督就任を快く思っていないのを察した。ガンバを退団して帰国する際、驚いたことに、空港にセレッソのファンが見送りに来てくれていた。胸が詰まった。このとき、自分が大きな過ちをしたことを悟った」と語った[48]。

## タイトル
ジュベントゥージ
- カンピオナート・ド・インテリオール・ガウショ（ポルトガル語版）: 1987

アトレチコ・パラナエンセ
- トルネイオ・イニシオ・ド・パラナ（ポルトガル語版）: 1987

インテルナシオナル・ジ・リメイラ
- カンピオナート・ブラジレイロ・セリエB: 1988

クリシューマ
- カンピオナート・カタリネンセ: 1989

パラナ
- カンピオナート・パラナエンセ: 1993

クルゼイロ
- コパ・ド・ブラジル: 1996
- カンピオナート・ミネイロ: 1996、1998
- レコパ・スダメリカーナ: 1998
- コパ・セントロ＝オエステ: 1999
- コパ・ドス・カンピオンイス・ミネイロス（ポルトガル語版）: 1999

サンパウロ
- カンピオナート・パウリスタ: 2000

アトレチコ・ミネイロ
- カンピオナート・ブラジレイロ・セリエB: 2006
- カンピオナート・ミネイロ: 1995、2007、2015
- レコパ・スダメリカーナ: 2014
- コパ・ド・ブラジル: 2014

フルミネンセ
- プリメイラ・リーガ (ブラジル)（ポルトガル語版）: 2016

## 著書
- 『伸ばす力 世界で輝く「日本人選手」育成レシピ』カンゼン、2014年。ISBN 9784862552556。
- Um Burro Com Sorte?, 2015[49]